# Joe Palooka
Pour les articles homonymes, voir Palooka.
Joe Palooka est un comic strip créé par Ham Fisher en 1930 et racontant les aventures d'un jeune boxeur. Publiée sans discontinuer jusqu'en 1984, la série, qui connut son heure de gloire dans les années 1950, fut adaptée à la radio et au cinéma.

## Historique de la publication

### Le comic strip
En 1929, Hammond Edward Fisher, dit «Ham» Fisher, travaille comme représentant pour McNaught Syndicate (en) et cherche à convaincre des quotidiens de publier dans leurs pages comic strip la série Dixie Dugan de J.P. McEvoy. Dans le même temps il leur présente son propre strip Joe Palooka. Après avoir convaincu près de vingt-cinq journaux, il présente sa série à son employeur qui accepte de lui donner sa chance : le premier strip est publié en avril 1930, et la série devient rapidement le strip de sport le plus populaire. 
Très tôt, Fisher délègue le strip à de jeunes dessinateurs et en 1932, il choisit Al Capp pour le remplacer. Deux ans plus tard, alors que Joe est adapté à l'écran pour la première fois avec Stuart Erwin dans le rôle-titre, Capp abandonne la série pour créer Li'l Abner ; il est remplacé par Mo Leff. Le succès ne se dément pas : en 1940, c'est le comic strip le plus lu par les garçons américains et de 1946 à 1951 une dizaine de films sont produits avec Joe Kirkwood Jr. pour incarner Joe. 
Lorsqu'en 1955, Fisher se suicide, Leff peut désormais signer les strips de son nom ; la série est alors diffusée dans 800 à 900 journaux. En 1959, Mo Leff est remplacé par Tony DiPreta.
La série est arrêtée le 24 novembre 1984, après plus de 54 ans de publication continue, alors qu'elle ne paraît plus que dans 200 journaux et que le public s'est désaffectionnée des comic strips à suivre.

### Les comic books
Joe Palooka fait partie des strips publiés dans le premier comic book, Famous Funnies publié par Max Gaines en 1934. Il est repris de 1942 à 1944 par Columbia Comics. De 1945 à 1961, un comic book racontant les aventures du boxeur est publié par Harvey Comics ; il s'agit du premier héros publié sous licence pour cet éditeur qui par la suite se spécialise dans ce type de comics.
En 2012, IDW Publishing lance un comic book où Joe Palooka est dorénavant un pratiquant d'arts martiaux mixtes.

## Adaptation au cinéma
Le comic strip est adapté au cinéma en 1934 par Benjamin Stoloff sous le titre Palooka.